# X-Men: Erste Entscheidung
X-Men: Erste Entscheidung (Originaltitel X-Men: First Class) ist eine US-amerikanische Comicverfilmung von Matthew Vaughn aus dem Jahr 2011. Der Film spielt in den 1960er-Jahren und handelt über die Formierung der X-Men. Es versteht sich innerhalb der X-Men-Filmreihe als ein Prequel. Der Film erschien am 9. Juni 2011 in Deutschland und zuvor am 1. Juni in den Vereinigten Staaten im Verleih von 20th Century Fox.

## Handlung
Im besetzten Polen des Jahres 1944 erregen in einem deutschen Konzentrationslager die magnetischen Kräfte des jungen deutschen Juden Erik Lehnsherr die Aufmerksamkeit des KZ-Wissenschaftlers Dr. Klaus Schmidt. Er fordert Erik auf, mit seinen Kräften eine Münze zu bewegen, und erschießt seine Mutter, als Erik versagt. Beim folgenden Wutausbruch entfesselt der Junge seine Macht, richtet ein Chaos in Schmidts Laboratorium an und tötet zwei Soldaten. Schmidt stellt erfreut fest, dass offenbar Schmerz und Zorn Eriks Kräfte entfesseln, und nimmt ihn unter seine Fittiche.
Zur selben Zeit ertappt der junge Amerikaner Charles Xavier zu Hause eine Einbrecherin, die aussieht und spricht wie seine Mutter. Mithilfe seiner telepathischen Fähigkeiten kann er sie enttarnen und sie verwandelt sich vor seinen Augen in ein blauhäutiges Mädchen namens Raven. Die beiden werden Freunde und Charles nimmt sie auf.
1962 versucht der inzwischen erwachsene Erik Lehnsherr, seinen Peiniger Klaus Schmidt zu finden, um sich an ihm zu rächen. Über eine Schweizer Bank erfährt er von Schmidts möglichem Aufenthaltsort in Südamerika. In einer Bar in Argentinien findet er jedoch nur zwei ehemalige Nazis vor, die er nach einer kurzen Auseinandersetzung tötet. Auf einem Bild an der Wand entdeckt er Schmidt und diese Spur weist nach Miami.
Unterdessen observiert die CIA-Agentin Moira MacTaggert den so genannten Hellfire Club in Las Vegas. Sie folgt einem ranghohen US-Offizier in den Club, wo sich dieser mit Klaus Schmidt trifft, der sich inzwischen Sebastian Shaw nennt. Shaw setzt den Offizier mithilfe der Telepathin Emma Frost unter Druck, eine Stationierung von US-amerikanischen Nuklearraketen in der Türkei – also unmittelbar vor sowjetischem Territorium – in die Wege zu leiten. Der Oberst willigt notgedrungen ein und wird vom Teleporter Azazel nach Washington gebracht, wo er das Vorhaben verwirklicht und so einen Konflikt mit der UdSSR provoziert.
Da MacTaggerts Vorgesetzte ihrem Bericht keinen Glauben schenken, reist sie nach England, um einen Experten für Genforschung zu finden. Dort wurde Charles Xavier gerade in Genetik habilitiert. Sie spricht ihn auf die mögliche Existenz von Mutanten an, woraufhin er ihre Gedanken liest und so von den Ereignissen im Hellfire Club erfährt. Gemeinsam mit Raven machen sich die beiden auf nach Washington, um die CIA davon zu überzeugen, dass es Mutanten wirklich gibt.
Unterdessen will der von Shaw benutzte Offizier diesen mit einer Handgranate umbringen, doch es zeigt sich, dass Shaw ebenfalls ein Mutant ist. Er ist in der Lage, jedwede Form von Energie zu absorbieren und für seine Zwecke zu nutzen. Zudem hält ihn diese Fähigkeit jung. Shaw nimmt die Energie der explodierenden Handgranate auf und tötet den Oberst durch bloße Berührung.
Im CIA-Hauptquartier in Langley hält Xavier einen Vortrag über Mutanten, wird jedoch erst ernst genommen, als er und Raven ihre Fähigkeiten demonstrieren. Xavier arrangiert telepathisch, dass sie eine geheime CIA-Forschungseinrichtung aufsuchen, die an paranormalen Phänomenen forscht. Dort treffen sie auf den jungen Wissenschaftler Hank McCoy, den Xavier sofort als Mutant erkennt, was Hank seinen Vorgesetzten bisher verschwiegen hat. Der hochintelligente Wissenschaftler verfügt über übermenschliche Stärke und Beweglichkeit, schämt sich jedoch seiner affenartigen Füße, die er verbirgt. Raven und er finden Gefallen aneinander.
Bei einer nächtlichen Kommandoaktion will die CIA mit Xaviers Hilfe Shaw auf seiner Yacht im Hafen von Miami verhaften. Xavier versucht, Shaws Gedanken zu lesen, wird jedoch von Emma Frost abgeblockt. Gleichzeitig hat auch Erik den Aufenthaltsort von Shaw gefunden und versucht, ihn zu töten, wird dabei jedoch von Emma Frost über Bord geschleudert. Die angreifenden Boote mit CIA-Einsatzkräften werden von Shaws Mutanten Riptide mit Wirbelstürmen zum Kentern gebracht, doch Erik zerschneidet die Yacht mit den Ankerketten. Shaw und seine Mutanten entkommen in einem U-Boot, das den Rumpf der Yacht bildete. In seiner Wut heftet sich Erik mit seinen magnetischen Kräften an das U-Boot und wird mitgeschleift. Xavier, der den neuen Mutanten bemerkt hat, stürzt sich ins Wasser und rettet Erik vor dem Ertrinken; Shaw kann entkommen.
Mit Unterstützung der CIA und Cerebro spürt Xavier weitere Mutanten auf. Zusammen mit Erik macht er sich auf, um sie zu rekrutieren. Dabei gewinnen sie Angel, die Libellenflügel besitzt und Feuerbälle spucken kann, für sich, sowie Banshee, der Ultraschallwellen durch Schreien abgeben kann, Darwin, der sich jeder Umweltbedingung anpassen kann und Havok, der energetische Strahlen aus seiner Brust abfeuern kann.
Während die jungen Mutanten sich in der CIA-Forschungseinrichtung miteinander anfreunden, reisen Xavier, Erik und Moira nach Russland, wo sie Shaw vermuten. Sie dringen in den Landsitz eines sowjetischen Generals ein, können dort jedoch lediglich Emma Frost überwältigen. Durch eine Gedankenverbindung mit ihr erkennt Xavier nun Shaws Plan: Er will durch die Verlegung der US-amerikanischen Raketen in die Türkei die UdSSR dazu provozieren, ihrerseits Atomwaffen auf Kuba zu stationieren, und will so einen Atomkrieg auslösen, der die „normalen“ Menschen vernichtet und die Mutanten zur dominanten Spezies macht.
Shaw greift inzwischen die CIA-Forschungseinrichtung an, tötet alle Mitarbeiter und will Xaviers Mutanten auf seine Seite ziehen. Aus Angst vor Xaviers Fähigkeiten trägt er dabei einen Helm, der ihn gegen telepathische Angriffe immun macht. Angel schließt sich ihm tatsächlich an. Darwin will ihn mithilfe von Havok aufhalten, doch Shaw tötet ihn.
Als Xavier und Erik zurückkehren und von dem Angriff erfahren, beschließen sie, die Mutanten auszubilden. In Xaviers Landsitz trainieren die Mutanten unter seiner Anleitung ihre Fähigkeiten. McCoy entwickelt inzwischen mit Ravens DNS ein Serum, das seine andersartigen Füße und ihre blaue Haut normalisieren soll, ohne ihre eigentlichen Fähigkeiten verschwinden zu lassen. Er spritzt sich das Serum, das jedoch seine Mutation komplettiert und ihn in ein affenartiges Wesen mit blauem Fell verwandelt, worauf er von den anderen fortan Beast genannt wird.
Der von Shaw unter Druck gesetzte sowjetische General hat in der Zwischenzeit veranlasst, dass die UdSSR ein Frachtschiff mit Mittelstreckenraketen nach Kuba schickt und so die Kubakrise auslöst. Xavier und seine Mutanten machen sich mit dem X-Jet auf in die Karibik, um den drohenden dritten Weltkrieg zu verhindern.
Dort stehen sich bereits Schiffe der sowjetischen und der US-amerikanischen Flotte kampfbereit gegenüber. Sobald das sowjetische Frachtschiff die Grenze zu kubanischen Hoheitsgewässern erreicht, wird der Dritte Weltkrieg losgehen. Die Sowjets deeskalieren und befehlen dem Frachtschiff die Umkehr, doch Azazel hat schon die Besatzung getötet und setzt die Fahrt fort. Xavier lässt das Schiff mit Gedankenkontrolle durch einen sowjetischen Offizier bombardieren und zerstören, womit der Kriegsgrund entfällt. Shaw, der den Helm trägt und damit für Xavier unangreifbar ist, verfolgt die Geschehnisse in unmittelbarer Nähe in seinem U-Boot. Er beginnt, die Energie des Kernreaktors zu absorbieren und will so eine Explosion auslösen, die doch noch zum Krieg führen wird. Banshee spürt das U-Boot auf und Erik zieht es aus dem Wasser, doch Riptide bringt im Gegenzug mit einem Wirbelsturm den X-Jet zum Absturz – beide Gefährte stürzen auf den Strand. Shaws und Xaviers Mutanten liefern sich heftige Einzelkämpfe, während Erik in das auseinandergebrochene U-Boot eindringt, um Shaw zu stellen. Er unterliegt Shaw, kann ihn jedoch ablenken und ihm den Helm abnehmen, so dass Xavier Shaw bewegungsunfähig macht. Trotz Xaviers Protest setzt Erik seinerseits Shaws Helm auf, um sich gegen Xavier abzuschotten, und lässt die Münze, die er als kleiner Junge nicht bewegen konnte, langsam durch den Kopf des wehrlosen Mörders seiner Mutter dringen.
Mittlerweile haben sich Amerikaner und Sowjets darauf verständigt, gegeneinander ausgespielt worden zu sein, und beschließen, die aufkommende Bedrohung durch die Mutanten hier und jetzt zu beenden. Sie feuern ihre Kanonen und Raketen auf den Strand der Insel ab, wo der Kampf der Mutanten durch Shaws Tod zum Erliegen gekommen ist. Erik stoppt die Projektile in der Luft und lenkt sie zurück auf die beiden Flotten, um die „normalen“ Menschen zu vernichten. Xavier stürzt sich auf Erik und die beiden kämpfen miteinander. Moira schießt auf Erik, doch der lenkt die Kugeln ab und eine trifft Xavier in den Rücken. Davon schockiert, verliert Erik kurzzeitig seine Konzentration und die Geschosse fallen ins Meer. Erik verabschiedet sich von seinem Freund und fordert die anderen Mutanten auf, ihm zu folgen. Raven, die sich nun Mystique nennt und die sich von Erik angezogen fühlt, schließt sich ihm zusammen mit Shaws Mutanten an, und sie werden von Azazel fort teleportiert.
Xavier und die verbliebenen Mutanten Beast, Havok und Banshee kehren zu Xaviers Familiensitz zurück. Xavier, der durch den Schuss in den Rücken eine Querschnittlähmung davongetragen hat und nun im Rollstuhl sitzt, löscht Moiras Erinnerungen, damit er seine Schule für begabte Jugendliche ohne Wissen der CIA aufbauen kann.
In der letzten Szene befreien Erik und seine Mutanten die von der CIA festgehaltene Emma Frost, die sich ihnen anschließt. Erik nennt sich nun selbst Magneto.

## Querverweise und Unterschiede

### Szenen aus anderen X-Men-Filmen
- Die Anfangsszene im Konzentrationslager wurde nahezu komplett vom ersten Film X-Men übernommen und durch die aktuellen Schauspieler erweitert.

### Figuren aus anderen X-Men-Filmen
- In X-Men Origins: Wolverine taucht ebenfalls eine Mutantin namens Emma auf, die einen Diamanten-Schutzschild benutzen konnte. Abgesehen davon haben beide Figuren vom Alter, Zeitraum und Charakter nichts gemein.
- Bei der Suche nach Mutanten treffen Erik und Charles auf Logan, den späteren Wolverine (gespielt von Hugh Jackman), der sie aber mit einem „Los, verpisst euch wieder!“ wegschickt.
- Alex Summers (Havok) ist der ältere Bruder des Mutanten Scott Summers (Cyclops), der in den ersten drei X-Men-Filmen auftaucht.
- Als Raven mit Erik flirtet, weist dieser sie zunächst als „zu jung“ zurück. Sie verwandelt sich daraufhin in eine ältere Mystique, die von Rebecca Romijn gespielt wird, die bereits Mystique in den drei ersten X-Men-Filmen verkörperte.

### Unterschiede zu anderen X-Men-Filmen
- Xavier erklärt im ersten X-Men-Film, dass er mit Magneto Cerebro gebaut hat. In X-Men: Erste Entscheidung baut Hank McCoy allerdings Cerebro, bevor er Magneto und Professor X kennenlernt. Allerdings ist dies eine kleinere Version auf dem CIA-Gelände.
- Im Film X-Men 2 ist in einem Fernsehbericht Dr. Hank McCoy zu sehen. Obwohl der Film zeitlich viele Jahre nach den Ereignissen von X-Men: Erste Entscheidung spielt, ist in dieser Version der junge McCoy noch nicht durch einen fehlgeschlagenen Selbstversuch in das Beast verwandelt. Allerdings erklärt sich dies später durch X-Men: Zukunft ist Vergangenheit und X-Men: Apocalypse: Dort hat Hank ein Serum entwickelt, mit dem er seine Mutation unterdrücken kann.
- Professor X erzählt im ersten X-Men-Film, dass er und Magneto sich mit 17 Jahren kennenlernten. Beim ersten Treffen der beiden Figuren in X-Men: Erste Entscheidung sind diese jedoch schon wesentlich älter.
- In den ersten zwei X-Men-Teilen hat Mystique eine verzerrte Stimme, wenn sie in ihrer wahren Gestalt zu sehen ist, in X-Men: Erste Entscheidung spricht sie jedoch mit einer normalen, menschlichen Stimme.
- Moira stellt in X-Men: Erste Entscheidung eine ca. 30-jährige Frau dar. Im Epilog des Filmes X-Men: Der letzte Widerstand, der ca. 40–50 Jahre später spielt, gibt es einen erneuten kurzen Auftritt von Moira, die allerdings immer noch eine ca. 30- bis 40-jährige Frau darstellt.

## Besetzung und Synchronisation
Die deutsche Synchronisation entstand nach einem Dialogbuch und unter der Dialogregie von Tobias Meister im Auftrag der Interopa Film GmbH in Berlin. Die von Ludger Pistor und Wilfried Hochholdinger verkörperten nach Argentinien geflüchteten Nationalsozialisten sowie Michael Fassbender als Erik Lehnsherr sprechen auch in der englischen Originalfassung die deutsche Sprache.
| Figur                    | Darsteller             | Deutscher Sprecher     |
| ------------------------ | ---------------------- | ---------------------- |
| Professor Charles Xavier | James McAvoy           | Johannes Raspe         |
| Erik Lensherr/Magneto    | Michael Fassbender     | Norman Matt            |
| Sebastian Shaw           | Kevin Bacon            | Udo Schenk             |
| Raven Darkholme/Mystique | Jennifer Lawrence      | Maria Koschny          |
| Hank McCoy/Beast         | Nicholas Hoult         | Ozan Ünal              |
| Moira MacTaggert         | Rose Byrne             | Ranja Bonalana         |
| Emma Frost               | January Jones          | Ilona Otto             |
| Alex Summers/Havok       | Lucas Till             | Martin Kautz           |
| Darwin                   | Edi Gathegi            | Marcel Collé           |
| Angel Salvadore          | Zoë Kravitz            | Anne Helm              |
| Azazel                   | Jason Flemyng          | Bernd Vollbrecht       |
| Janos Quested/Riptide    | Álex González          | Raúl Richter           |
| Sean Cassidy/Banshee     | Caleb Landry Jones     | Raúl Richter           |
| junger Charles Xavier    | Laurence Belcher       | David Kunze            |
| junger Erik Lensherr     | Bill Milner            | Paul-Lino Krenz        |
| junge Raven              | Morgan Lily            | Paulina-Sara Ociepka   |
| CIA-Agent                | Oliver Platt           | Lutz Schnell           |
| Colonel Robert Hendry    | Glenn Morshower        | Kaspar Eichel          |
| CIA Director McCone      | Matt Craven            | Till Hagen             |
| US-General               | James Remar            | Peter Flechtner        |
| Schweinebauer            | Ludger Pistor          | Ludger Pistor          |
| Schneider                | Wilfried Hochholdinger | Wilfried Hochholdinger |
| Secretary of State       | Ray Wise               | Roland Hemmo           |
| Logan/Wolverine          | Hugh Jackman           | Thomas Nero Wolff      |

## Produktion und Vermarktung
Nachdem der Film am 3. Juni 2011 in den Kinos startete, konnte er bei einem Produktionsbudget von etwa 160 Mio. US-Dollar weltweit über 353 Mio. US-Dollar einspielen. In Deutschland wurde der Film seit seinem Kinostart am 9. Juni 2011 von 648.575 Kinobesuchern gesehen.
Der erste Teaser wurde am 10. Februar 2011 veröffentlicht. Der internationale Trailer wurde am 10. April 2011 veröffentlicht. Der Kino-Trailer wurde am 27. April 2011 herausgegeben.
Die britische Gruppe Take That steuerte den offiziellen Titelsong Love Love bei, der während des Abspanns gespielt wurde.

## Kritiken
X-Men: Erste Entscheidung erhielt ein gutes bis sehr gutes Presseecho, was sich auch in den Auswertungen US-amerikanischer Aggregatoren widerspiegelt. So erfasst Rotten Tomatoes größtenteils positive Besprechungen und ordnet den Film dementsprechend als „Zertifiziert Frisch“ ein. Laut Metacritic fallen die Bewertungen im Mittel „Grundsätzlich Wohlwollend“ aus.

„Die überzeugende Erweiterung des Franchise verbindet spektakuläre Action mit glaubwürdigen Charakterzeichnungen emotional packenden Konflikten; zugleich wird der historische Hintergrund geschickt genutzt, um über die verheerende Eigenschaft von Feindbildern und Vorurteilen zu reflektieren.“

„Regisseur Matthew Vaughn besinnt sich glücklicherweise auf die ideologischen und metaphorischen Stärken, wenn er weniger von imposanten Superkräften und dafür mehr vom empowerment einer drangsalierten Minderheit erzählt. Mutant And Proud lautet folgerichtig die Parole, und die durchweg hervorragende Besetzung des Films trägt diesen Anspruch auch über vorhandene Längen der Handlung hinweg.“

„Die Naivität dieser Anfänger und das Pathos des Aufbruchs prägen den ganzen Film. Matthew Vaughn, der zuletzt mit der Comicadaption Kick-Ass einen Sinn fürs Ironische und Unkorrekte zeigte, entscheidet sich hier für die direkte Strategie, für klare Farben und Linien wie in den frühen, von Stan Lee und Jack Kirby kreierten X-Men-Heften. Obwohl es eine Menge Space-Age-Dekor, grelle Outfits und Technikkrempel gibt, wirken die Bilder aufgeräumt. Die Action hat ihre drastischen Momente, ist aber in moderatem Tempo montiert und eher sparsam zwischen lange Passagen gesetzt, in denen sich die Seifenopern entfalten können, die für die X-Men so charakteristisch sind wie die große Politik.“

„Und trotz dieser Vorhersehbarkeit kommt ‚Erste Entscheidung‘ frischer, überraschender und weniger redundant daher als etwa Thor, die Superheldenverfilmung des letzten Monats. Letzteres liegt vor allem daran, dass sich der Film den Luxus leistet, seinen Figuren Zeit für ihre Entfaltung zu lassen. Während die Gruppe der Jungmutanten von ‚Biest‘ bis ‚Banshee‘ sich in Einzelnummern präsentieren darf, liegt der Schwerpunkt des Films ganz bei Charles und Eric, den auf faszinierende Weise inkompatiblen Freunden. Der eine, aus privilegiertem Hause stammend, weiß durch selbstbewussten Charme Menschen an sich zu binden. Den anderen dagegen prägt die eiserne und einsame Entschlossenheit des früh traumatisierten Kindes.“

## Fortsetzungen
Im Mai 2014 kam eine Fortsetzung mit dem Titel X-Men: Zukunft ist Vergangenheit ins Kino. Am 9. Mai 2016 hatte ein weiterer Nachfolger, X-Men: Apocalypse, Premiere, bevor die Reihe mit dem am 6. Juni 2019 erschienenen X-Men: Dark Phoenix abgeschlossen wurde.